# Raizeux
Raizeux és un municipi francès, situat al departament d'Yvelines i a la regió de Illa de França. L'any 2007 tenia 820 habitants.
Forma part del cantó de Rambouillet, del districte de Rambouillet i de la Comunitat d'aglomeració Rambouillet Territoires.

## Demografia

### Població
El 2007 la població de fet de Raizeux era de 820 persones. Hi havia 307 famílies, de les quals 59 eren unipersonals (12 homes vivint sols i 47 dones vivint soles), 106 parelles sense fills, 130 parelles amb fills i 12 famílies monoparentals amb fills.
La població ha evolucionat segons el següent gràfic:
Habitants censats

### Habitatges
El 2007 hi havia 379 habitatges, 308 eren l'habitatge principal de la família, 45 eren segones residències i 26 estaven desocupats. 364 eren cases i 14 eren apartaments. Dels 308 habitatges principals, 258 estaven ocupats pels seus propietaris, 39 estaven llogats i ocupats pels llogaters i 11 estaven cedits a títol gratuït; 1 tenia una cambra, 12 en tenien dues, 39 en tenien tres, 58 en tenien quatre i 198 en tenien cinc o més. 257 habitatges disposaven pel capbaix d'una plaça de pàrquing. A 101 habitatges hi havia un automòbil i a 187 n'hi havia dos o més.

### Piràmide de població
La piràmide de població per edats i sexe el 2009 era:
| Homes | Edats   | Dones |
| ----- | ------- | ----- |
| 0     | 95 o +  | 0     |
| 0     | 90 a 94 | 4     |
| 8     | 85 a 89 | 4     |
| 4     | 80 a 84 | 8     |
| 8     | 75 a 79 | 16    |
| 8     | 70 a 74 | 20    |
| 12    | 65 a 69 | 12    |
| 12    | 60 a 64 | 16    |
| 36    | 55 a 59 | 28    |
| 24    | 50 a 54 | 28    |
| 28    | 45 a 49 | 28    |
| 20    | 40 a 44 | 32    |
| 36    | 35 a 39 | 24    |
| 12    | 30 a 34 | 12    |
| 28    | 25 a 29 | 36    |
| 12    | 20 a 24 | 24    |
| 24    | 15 a 19 | 16    |
| 32    | 10 a 14 | 0     |
| 20    | 5 a 9   | 16    |
| 32    | 0 a 4   | 36    |

## Economia
El 2007 la població en edat de treballar era de 561 persones, 404 eren actives i 157 eren inactives. De les 404 persones actives 386 estaven ocupades (204 homes i 182 dones) i 18 estaven aturades (9 homes i 9 dones). De les 157 persones inactives 56 estaven jubilades, 66 estaven estudiant i 35 estaven classificades com a «altres inactius».

### Ingressos
El 2009 a Raizeux hi havia 311 unitats fiscals que integraven 826 persones, la mediana anual d'ingressos fiscals per persona era de 27.594 €.

### Activitats econòmiques
Dels 26 establiments que hi havia el 2007, 1 era d'una empresa de fabricació d'altres productes industrials, 7 d'empreses de construcció, 1 d'una empresa de comerç i reparació d'automòbils, 1 d'una empresa de transport, 2 d'empreses financeres, 4 d'empreses immobiliàries, 8 d'empreses de serveis, 1 d'una entitat de l'administració pública i 1 d'una empresa classificada com a «altres activitats de serveis».
Dels 6 establiments de servei als particulars que hi havia el 2009, 1 era un guixaire pintor, 4 lampisteries i 1 agència immobiliària.

## Equipaments sanitaris i escolars
El 2009 hi havia una escola elemental.

## Poblacions més properes
El següent diagrama mostra les poblacions més properes.